# Laurent Poncelet
 (février 2022).
L'article doit être relu — et modifié si nécessaire — par des contributeurs indépendants pour apporter un regard critique aux contributions effectuées en violation des conditions d'utilisation de Wikipédia, tant sur la forme (notamment concernant le style encyclopédique, la proportionnalité) que sur le fond (la neutralité de point de vue, la qualité et l'indépendance des sources).
 (janvier 2021).
La mise en forme du texte ne suit pas les recommandations de Wikipédia : il faut le « wikifier ».
Les points d'amélioration suivants sont les cas les plus fréquents. Le détail des points à revoir est peut-être précisé sur la page de discussion.
- Les titres sont pré-formatés par le logiciel. Ils ne sont ni en capitales, ni en gras.
- Le texte ne doit pas être écrit en capitales (les noms de famille non plus), ni en gras, ni en italique, ni en « petit »…
- Le gras n'est utilisé que pour surligner le titre de l'article dans l'introduction, une seule fois.
- L'italique est rarement utilisé : mots en langue étrangère, titres d'œuvres, noms de bateaux, etc.
- Les citations ne sont pas en italique mais en corps de texte normal. Elles sont entourées par des guillemets français : « et ».
- Les listes à puces sont à éviter, des paragraphes rédigés étant largement préférés. Les tableaux sont à réserver à la présentation de données structurées (résultats, etc.).
- Les appels de note de bas de page (petits chiffres en exposant, introduits par l'outil «  Source ») sont à placer entre la fin de phrase et le point final[comme ça].
- Les liens internes (vers d'autres articles de Wikipédia) sont à choisir avec parcimonie. Créez des liens vers des articles approfondissant le sujet. Les termes génériques sans rapport avec le sujet sont à éviter, ainsi que les répétitions de liens vers un même terme.
- Les liens externes sont à placer uniquement dans une section « Liens externes », à la fin de l'article. Ces liens sont à choisir avec parcimonie suivant les règles définies. Si un lien sert de source à l'article, son insertion dans le texte est à faire par les notes de bas de page.
- La présentation des références doit suivre les conventions bibliographiques. Il est recommandé d'utiliser les modèles {{Ouvrage}}, {{Chapitre}}, {{Article}}, {{Lien web}} et/ou {{Bibliographie}}. Le mode d'édition visuel peut mettre en forme automatiquement les références.
- Insérer une infobox (cadre d'informations à droite) n'est pas obligatoire pour parachever la mise en page.

Pour une aide détaillée, merci de consulter Aide:Wikification.
Si vous pensez que ces points ont été résolus, vous pouvez retirer ce bandeau et améliorer la mise en forme d'un autre article.
Laurent Poncelet est un auteur, metteur en scène et réalisateur français. Fondateur et directeur de la compagnie Ophélia Théâtre et du FITA Rhône-Alpes.

## Biographie
Né le 17 février 1969 à Mont-Saint-Martin (54), Laurent Poncelet est fondateur et directeur de la Compagnie Ophelia Théâtre. De formation initiale en Ingénieur économiste (Grenoble INP) et diplômé de Science Po Grenoble, Laurent Poncelet décide de se tourner vers le théâtre et l’écriture à partir de 1996. En 1997, il fonde la Cie Ophelia Théâtre avec pour projet de rapprocher théâtre et population, un théâtre qui concerne tous les habitants dans ce qu'il raconte de notre monde, un théâtre qui parle et part de la marge, de la périphérie. Il crée aussi en 2002 le FITA Rhône-Alpes, Festival International de Théâtre Action, pour un théâtre présent dans l’espace social.

## Démarche artistique
Une partie des spectacles sont réalisés avec des artistes des périphéries pouvant vivre des situations de marginalisation sociale,. Il conduit alors son travail d'écriture à partir d'improvisations.
Il travaille notamment avec des jeunes artistes des favelas du Brésil à Recife en lien avec o grupo Pe No Chao (créations : Resistance-Resistencia, Magie Noire,,, Le Soleil Juste Après,, Les Bords du monde,, et Roda Favela), mais également avec des jeunes des rues de Lomé au Togo, des bidonvilles du Maroc, des sans domicile fixe, des personnes avec un handicap mental, etc. Il fonde aussi le groupe Mange-Cafard, groupe de création théâtrale atypique dont les comédiens peuvent vivre des situations d'exclusion sociales multiples. Il a ainsi réalisé en 2020 le film Des gens passent et j'en oublie,.
Parallèlement à son travail artistique, Laurent Poncelet est également fondateur et directeur du FITA Rhône-Alpes (Festival International de Théâtre Action), une biennale réunissant des spectacles internationaux porteurs de thématiques fortes, qui interrogent notre monde,. Ce festival se déroule en région Auvergne-Rhône-Alpes. Le cœur du FITA est la rencontre entre le spectacle vivant et les habitants.

## Spectacle vivant
Œuvres écrites et mises en scène
- Roda Favela : (création et tournée Europe 2022)
- Les Rois de la rue (2019)
- Les Bords du monde (volet 1 : 2017 / volet 2 : 2018)
- Présences Pures (2016-2022)[19]

- Le Soleil juste après (2014-2015)
- Magie noire (2010-2012)
- Quartier divers (2011-2013)
- Le Cri (2010-2012)[2]
- Théâtre-forum sur la parentalité (2012 -2014), Espace Paul Jargot
- Brigades d'Interventions Poétiques (en lien avec la Maison de la poésie Rhône-Alpes, 2013
- Un mensonge bien dit vaut une vérité (2011)
- Histoires de vivre (2009)
- Des frissons plein la tête (2009, groupe Ballade)
- Rêve partie (2007-2009)
- Résistance Resistência (2006)
- Dans cinq minutes il va pleuvoir (2006) : Théâtre Jean Vilars de Bourgoin Jallieu, Théâtre du Vellein
- Des gens passent et j’en oublie (2004) : FITA Belgique, Théâtre du Vellein
- Il était une femme…des femmes (2003)
- Post-it (2003) : Théâtre de création de la ville de Grenoble, Théâtre Le Rio Grenoble
- Le public ne va pas rire, mais nous… (2001) : Jean Vilars de Bourgoin Jallieu
- Silence, on gueule (2001) : Centre culturel de Charleroi, Centre culturel de Couvins, Espace 600
- C’est comme ça la vie ! (1999)
- Au-delà du mur (1998) : Théâtre Le Rio Grenoble, Le Travailleur Alpin
- Éclats de vie (1996) : Grande Halle de la Villette, Rencontre Nationale de la Villette
- Paris perdu (1996)

## Filmographie
Réalisateur de film de fiction
- Des gens passent et j’en oublie[16] (sortie nationale janvier 2020)

Réalisateur de films documentaires
- Film documentaire sur le travail de Roda favela, de danses et d'espoir, film de Martin Monti-Lalaubie en co-production avec France 3

- Chemins de vie (2014)
- Portrait d'avenir (co-réalisation avec Tomas Bozzato, 2013)
- Magie noire ou la Vie en corps (co-réalisation avec Martin de Lalaubie, 2012)
- Une culture de résistance (2007)
- Dans 5 minutes il va pleuvoir (2008)

## Publications
Livre
- Debout ensemble - La troupe hors norme des mange-cafard -  édition Nouvelle Cité du groupe ELIDIA, mai 2022

Théâtre
- Dans cinq minutes il va pleuvoir, édition du Cerisier
- Des gens passent et j’en oublie, édition du Cerisier
- Il était une femme…des femmes, édition du Cerisier
- Silence, on gueule, édition du Cerisier

Poésie
- Voix, éditions de l'Aube
- Mains, édition Bacchanales, 2012

## Articles et contributions
- Article « Le conte comme scène en résistance », Revue du théâtre, 2012 (Participation au colloque CNRS/MC2/Univ. Stendhal : Le conte à l’épreuve de la scène contemporaine)
- Article « Agir par le théâtre », revue Cassandre Hors-Champ, 2006
- Article « Renaissance du théâtre action à Grenoble », Théâtre action de 1996 à 2006, éditions du Cerisier, 2006
- « Relations tumultueuses entre art et social », en partenariat avec la revue Cassandre Hors-Champs, 2006

## Expositions photographique
- Les femmes du bus, visages d’Orient - Puit’Arts, octobre 2013 /  Espace Paul Jargot, mars 2014 / Le Patio, Grenoble, novembre 2014
- Ombres dansante de Kairouan - Puit’Arts, mars 2014 / Espace Paul Jargot, octobre 2014  /Le Patio, Grenoble, novembre 2014
- Visages de Chine - Puit’Arts, décembre 2014 / Espace Paul Jargot, février 2015